# Lliga a Palma
La Lliga a Palma és un torneig per a aficionats (federats a la Federació de Pilota Valenciana) en la modalitat de les llargues a palma, és a dir, és un joc a ratlles en què només canvia la treta, que es fa per un colp de palma.
La treta de palma no és difícil tècnicament, però amb ella la pilota no arriba tant lluny com amb la treta de bragueta que s'utilitza en la lliga a llargues.

## Historial (1ª Categoria)
| Any  | Campió          | Sub-Campió     |
| ---- | --------------- | -------------- |
| 2022 | Relleu          | Benidorm       |
| 2021 | Relleu          | Tibi           |
| 2020 | Relleu          | Benidorm       |
| 2019 | Relleu          | Vall de Laguar |
| 2018 | Orba            | Benidorm       |
| 2017 | Agost           | Murla          |
| 2016 | Agost           | Tibi           |
| 2015 | Agost           | Tibi           |
| 2014 | Tibi            | Murla          |
| 2013 | Murla           | Agost          |
| 2012 | Sella           | Benidorm       |
| 2011 | Tibi            | Murla          |
| 2010 | Sella           | Tibi           |
| 2009 | Murla           | Sella          |
| 2008 | Benasau         | Tibi           |
| 2007 | Murla           | Benasau        |
| 2006 | Benasau         | Murla A        |
| 2005 | Murla A         | Benasau        |
| 2004 | Murla A         | Benasau        |
| 2003 | Benitatxell     | Murla          |
| 2002 | Murla           | Teulada        |
| 2001 | Teulada         | Murla          |
| 2000 | Murla           | Benidorm       |
| 1999 | Murla           | Benasau        |
| 1998 | Murla B         | Benasau        |
| 1997 | CPV la Muntanya | Murla A        |
| 1996 | Benidorm        | Murla          |
| 1995 | Murla           | Benissa        |
| 1994 | Benissa         | Murla          |
| 1993 | Benissa         | Murla          |

Referència: Federació de Pilota Valenciana

## Participació
- L'any 2008 hi participaren jugadors de 30 pobles, dividits en 48 equips i 6 categories.[2]